# Seramspökuggla
Seramspökuggla (Ninox squamipila) är en fågel i familjen ugglor inom ordningen ugglefåglar.

## Utseende och läte
Seramspökugglan är en stor, mörkögd spökuggla. Den skiljer sig tydligt från andra spökugglor med sina mörkbruna ögon och fint tvärbandade vita buk. Lätet är ett mycket djupt och ekande "huhuhuhuhu". 

## Utbredning och systematik
Fågeln förekommer endast på ön Seram i södra Moluckerna. Tidigare inkluderade den Ninox hantu som en underart. Längre tillbaka ansågs även halmaheraspökuggla (N. hypogramma) och tanimbarspökuggla (N. forbesi) ingå i N. squamipila, gemensamt under det svenska trivialnamnet moluckspökuggla. 

## Status
Trots det begränsade utbredningsområdet och det faktum att den minskar i antal anses beståndet vara livskraftigt av internationella naturvårdsunionen IUCN.